# Gibeon (meteoryt)
Gibeon – meteoryt żelazny należący do oktaedrytów grupy IV A. Fragmenty tego meteorytu znajdowane są na terenie dzisiejszej Namibii. W 1836 roku po raz pierwszy, angielski astronom John Herschel, zidentyfikował znajdowane na terenie zrzutu bryły żelaza jako meteoryty żelazne. W meteorycie Gibeon zawartość niklu wynosi 7,68%.
W Polsce fragmenty meteorytu Gibeon można oglądać w Planetarium im. Władysława Dziewulskiego w Toruniu, w Obserwatorium Astronomicznym w Olsztynie oraz w Muzeum Mineralogicznym w Szklarskiej Porębie i Muzeum Kamieni w Kamieniu Pomorskim.